# 靈克賓-斯凱恩市鎮
靈克賓-斯凱恩市鎮（丹麥語：Ringkøbing-Skjern Kommune）是丹麥的一個市鎮，位於日德蘭半島西部，屬中日德蘭大區。面積1,485平方公里，2009年人口58,803人。主要城鎮有靈克賓和斯凱恩。